# Мезогиппусы
Мезогиппусы (лат. Mesohippus, от др.-греч. μέσος ἵππος — средняя лошадь) — род вымерших млекопитающих из семейства лошадиных, живших в олигоцене. Является звеном эволюционной цепи лошадей. Обитали на территории современных штатов Небраска и Южная Дакота (США).

## Внешний вид и образ жизни
Мезогиппусы, как и все лошади, были травоядными животными, жили в стадах. Они были приспособлены к жизни на открытых просторах, однако большую часть времени проводили и в лесах. Передвигались рысью, что свойственно и современным лошадям. Мезогиппусы были значительно меньше современных лошадей, они были размером с волка. Они не имели копыт: на каждой конечности было по три пальца, причём центральный был больше остальных. Коренные зубы мезогиппусов были лишены цемента.

## Эволюция
Предшественником мезогиппусов были гиракотерии, жившие в эоцене, которые были ещё меньше мезогиппусов, размером с лисицу. Считается, что первые лошади появились в Северной Америке, а потом после миграций распространились по Евразии и Южной Америке. В Евразию они, видимо, перебрались через сухопутный мост, существовавший на месте современного Берингова пролива. В процессе эволюции лошади становились крупнее, у них появились копыта, в результате эволюция дошла до появления современной лошади.